# 讓-安多什·朱諾
讓-安多什·朱諾，第一代阿布蘭特什公爵 （法語：Jean-Andoche Junot，法語發音：[ʒɑ̃ ɑ̃dɔʃ ʒyno]；；1771年9月24日—1813年7月29日）是位活躍於法國大革命戰爭及拿破崙戰爭的法國將領。

## 生平

### 早年生活
朱諾生於科多爾省的比西勒格朗，他的父親是米歇·朱諾（Michel Junot，1739–1814），母親則是瑪麗·安托瓦內特·别内梅（Marie Antoinette Bienaymé，1735–1806）並在沙蒂永上學。法國大革命發生時，他正在第戎攻讀法律，隨後他加入了志願軍營，在戰鬥中受過兩次傷並晉升為中士。之後在1793年的土倫港之役中，他因故成為拿破崙的秘書，而與拿破崙第一次碰面。

### 意大利戰場
他在意大利戰場的表現相當傑出，但在洛納托的戰鬥中卻遭受嚴重的頭部傷害（此事讓有些人認為他的性格從此改變），這使得他的判斷力有所減損，並且變得魯莽與喜怒不定。埃及戰役剛開始時，他被任命為一個旅的指揮官，卻在一場決鬥負傷，隨後以一個殘疾者身分回國時被俘，不久他也參與了霧月政變。1800年他與拿破崙的多年好友—洛爾·馬丁·德·佩爾蒙結婚。在奧斯特利茨戰役（1805年12月2日）前，他曾短暫擔任外交官出使葡萄牙，戰役爆發後他便快速趕往皇帝所地在為其服侍。

### 半島戰爭
朱諾最著名的時期，是他在半島戰爭中擔任主帥。1807年11月，他從薩拉曼卡派出護衛部隊入侵葡萄牙，經過一場血戰之後，於11月30日攻占里斯本。由於他的這項壯舉，他被封為阿布蘭特什公爵 (Duc d'Abrantès)，並成為葡萄牙的統治者。
但好景不常，當英國遠征軍登陸後，朱諾便在1808年8月21日的维梅鲁之战中被擊敗，同時與法國本土聯繫也被切斷。只有那象徵性的辛特拉議會讓他逃過被俘的命運，並讓朱諾帶走由他的軍隊先前蒐整好的武器、行李與掠奪物。他在10月時返回法國，並驚險地逃過軍事法庭的審判。後來他於1810年再度重返伊比利半島，成為安德烈·馬塞納元帥麾下第八軍的指揮官，結果又負傷嚴重。.

### 晚年
在入侵俄國的時候，朱諾在表現上非常飄忽不定：在斯摩稜斯克戰役（1812年8月17日）時，他被指責未能阻止俄軍撤退，但在博羅金諾戰役（1812年9月7日）時指揮第八軍卻又是有條不紊。
1813年他被指派為伊利里亞省省長，他逐漸不穩的心智狀況最後使他返回了法國。今日多數學者認為他在蒙巴爾自殺結束生命，但他的家族樹散布到紐奧良和路易安娜州南部，這讓部分學者認為他假造了自己的死亡並來到了美洲。

## 家族關係
他有兩個女兒和兩個兒子：
- 約瑟芬·朱諾·德阿布蘭特什（Joséphine Junot d'Abrantès，生於1802年1月2日的巴黎，歿於1888年10月15日的巴黎），於1841年11月與雅各-路易·阿梅（Jacques-Louis Amet）結婚
- 康斯坦斯·朱諾·德阿布蘭特什（Constance Junot d'Abrantès，生於1803年5月12日的巴黎，歿於1881年），1829年與路易·安托萬·奧貝爾（Louis Antoine Aubert，1799年 – 1882年）結婚並擁有子嗣
- 路易·拿破崙·安多什·朱諾，第二代阿布蘭特什公爵（Louis Napoléon Andoche Junot, 2nd Duc d'Abrantès，生於1807年9月25日的巴黎，歿於1851年2月20日的訥伊[1]）,至死時均未結婚也無子嗣
- 安多什·阿爾弗雷德·米歇·朱諾，第三代阿布蘭特什公爵（Andoche Alfred Michel Junot, 3rd Duc d'Abrantes，生於1810年11月25日的羅德里戈城，於1859年7月19日陣亡），於1845年4月2日與瑪莉·瑟琳·艾利斯·勒皮克（Marie Céline Elise Lepic，1824年10月9日 – 1847年6月6日）結婚，第一任妻子死後於1853年1月10日再娶前妻妹妹，瑪麗·路易·莱奥妮·勒皮克（Marie Louise Léonie Lepic，1829年7月19日 – 1868年8月17日），並有以下子嗣：
  - 耶娜·約瑟芬·瑪格麗特·朱諾·德阿布蘭特什（Jeanne Joséphine Marguerite Junot d'Abrantès，生於1847年5月22日的巴黎，歿於1934年3月21日的拉斯雷）於1869年9月16日嫁給夏維爾·歐仁·莫里斯·勒·雷（生於1846年7月15日的塞夫爾，歿於1900年12月1日的巴黎），後夏維爾在同年繼承了第4代阿布蘭特什公爵，兩人的男性子嗣於1982年斷絕
  - 熱羅姆·拿破崙·安多什·朱諾·德阿布蘭特什（Jérôme Napoléon Andoche Junot d'Abrantès，生於1854年7月16日的巴黎，歿於1857年3月10日的巴黎）
  - 瑪格麗特·路易·伊莉莎白·朱諾·德阿布蘭特什（Marguerite Louise Elisabeth Junot d'Abrantès，生於1856年1月25日，歿於1919年），1883年11月在巴黎嫁給凱薩·艾爾濟爾·里昂·維康特·亞瑟·德·拉·費里埃爾（César Elzéar Léon Vicomte Arthaud de La Ferrière，1853年 – 1924年）。[2]

他最著名的情婦是半島戰爭期間與莱昂诺尔·德·阿尔梅达·葡萄牙，第四代阿洛尔纳侯爵的女兒尤莉安娜·德·阿尔梅达-恩豪森有過一段關係。

## 註解
1. ↑  .   [2015-08-03]. （原始内容存档于2015-09-24）.
2. ↑  .   [2015-08-03]. （原始内容存档于2015-03-11）.

## 延伸閱讀
- Chisholm, Hugh (编). .  15 (第11版). London: Cambridge University Press: 560–561. 1911.

| 军职                   | 军职                    | 军职                 |
| ---------------------- | ----------------------- | -------------------- |
| 前任者： 爱德华·莫蒂埃 | 巴黎軍政長官 1803－1804 | 繼任者： 若阿尚·缪拉 |